# Chiesa dei Domenicani (Maastricht)
La chiesa dei Domenicani (in olandese Dominicanenkerk) è un edificio gotico situato nel centro di Maastricht, nei Paesi Bassi.
La chiesa è situata in Dominicanerkstraat 1, poco distante da Vrijthof, la principale piazza della città. L'edificio risale al XIII secolo e fu costruita come chiesa conventuale dell'Ordine dei frati predicatori o Domenicani. Alla fine del XVIII secolo il monastero fu sciolto e la chiesa svolse diverse funzioni, venne usata come magazzino comunale, una parte ospitò una tipografia. Tra il 1912 e il 1917 venne ristrutturata ad opera dell'architetto Pierre Cuypers, venne poi utilizzata come sala per concerti e mostre, in seguito fu usata come deposito per l'archivio comunale, e anche le poste la usarono come magazzino. Per un breve periodo fu persino usata come deposito per biciclette.
La chiesa è nel registro dei monumenti nazionali dei Paesi Bassi (Rijksmonumentenregister) col numero 26957. All'interno si trova un affresco del XIV secolo che raffigura la vita di San Tommaso d'Aquino.
Dal 2007 ospita una libreria che dal 2014 ha assunto il nome di Boekhandel Dominicanen. Dalla sua apertura è stata spesso citata come una delle librerie più belle del mondo.